# Рудоуправління імені Комінтерну
Рудоуправління імені Комінтерну — колишнє гірничодобувне підприємство з видобутку та переробки залізняку на базі Криворізького залізорудного басейну в місті Кривий Ріг.

## Історія
Родовище розроблялося з 1886 року у відкритий спосіб, з 1908 року — підземний (шахта «Солокруп», згодом шахта «Більшовик»).
У 1927—1935 рр. збудовано шахту «Комінтерн», в 1952—1958 рр. — шахту «Жовтнева», в 1954—1966 рр. — шахту «Зоря».
1952 року рудоуправління реконструйовано.
1961 року рудоуправлінню присвоєно ім'я Комінтерну.
З 1973 року входить до складу ВО «Кривбасруда».
У 1979 році на підприємстві видобуто 150-мільйонну тонну руди, на честь чого встановлено пам'ятний знак.
На 1983 балансові запаси становили 118,5 млн тонн руди.
Річний видобуток у 1986 році становив 2,3 млн тонн руди.
У 1987 році гірничі роботи велися на глибинах понад 1 км.

## Опис
Родовище розташоване в центральній частині Криворізького залізорудного басейну, розкрито трьома рудопідйомними та вентиляційними стволами.
Видобуток вівся підповерхово-камерними системами розробки з відбійкою руди глибокими свердловинами та подальшою закладкою виробленого простору.
Рудоуправління мало три експлуатаційні шахти, дробильно-сортувальну фабрику, цехи підземної закладки, ремонтно-будівельний, механічний та інші.
З гірничотранспортного обладнання використовувалися віброустановки, скреперні лебідки, бурові каретки, вантажні машини, комплекси для проходження повстаючих.
Вироблялася мартенівська, доменна та агломераційна руда. 7
0 % становили мартитові руди із вмістом Fe 61,1 %.
Втрати руди 9,2 %, розубожування — 6 %.